# スタイルノート
株式会社スタイルノートは、東京都国分寺市に本社を置く、音楽関連、人文書を中心とした出版社。ISBNの出版社記号は7998。

## 主な業務
- 出版
- 書籍、マニュアル等の企画編集制作受託
- 楽譜の制作

## 沿革
- 音楽之友社など出版社の編集プロダクションとして活動。特に楽譜の制作では福音館など音楽系出版社以外の出版社とも取引。
- 2005年06月02日有限会社スタイルノートとして法人登記。
- 2006年09月05日株式会社に組織変更。
- 2014年07月08日に移転。